# Beverly Crusher
Beverly Crusher est un personnage de l'univers de fiction de Star Trek, et plus particulièrement de la série Star Trek : La Nouvelle Génération, interprété par l'actrice Gates McFadden. On la retrouve également dans les films Générations, Premier Contact, Insurrection et Nemesis.

## Biographie
Beverly Cheryl Crusher (née Howard) est une Humaine venue au monde sur la Lune, à Copernicus City, en 2324. Elle est la fille de Paul et d’Isabel Howard qui meurent alors qu'elle est encore enfant. Après leur disparition, la fillette est recueillie sur Arvada II par Felissa Howard, sa grand-mère paternelle. À son contact, Beverly se passionne dès son plus jeune âge pour les pouvoirs de guérison détenus par la nature qui l’entoure et elle décide très tôt de s’orienter vers la médecine. Ses prédispositions scientifiques n’excluent cependant pas chez elle un profond sens artistique. Férue de théâtre (de l’écriture à la mise en scène), elle pratique également la danse avec un indéniable talent.
Durant les années 2330, la colonie terrienne d'Arvada II est frappée par un terrible désastre auquel Beverly et sa grand-mère survivent tout en soignant les autres rescapés. Les deux femmes se rendent ensuite sur la planète Caldos II où elles s'installent parmi des colons qui ont choisi de faire de ce monde une réplique de l'Écosse en hommage à leurs ancêtres Terriens. Felissa Howard y fait à la fois office d'herboriste et d'homéopathe jusqu'à sa mort en 2370, à l’âge de 100 ans.
En 2342, Beverly Howard décide de suivre des études médicales. Elle les interrompt cependant en 2348 pour épouser un jeune officier de Starfleet du nom de Jack Crusher et donne naissance l'année suivante à leur fils Wesley. En 2352, elle s’établit provisoirement sur Delos IV afin d’y poursuivre son internat sous la tutelle du docteur Dalen Quaice. 
La disparition brutale de son époux, qui meurt en mission au cours de l’année 2354 alors qu’il servait à bord du Stargazer sous les ordres de Jean-Luc Picard, n’empêche pas la jeune femme de poursuivre sa carrière. Diplômée de l’Université de Saint-Louis et du Département Médical de l’Académie de Starfleet, elle devient en effet médecin en même temps que commandeur de la flotte puis se voit confier les fonctions d’officier médical en chef (C.M.O.) à bord de l’Enterprise-D à la fin de l’année 2363. En 2364, accompagnée de son fils, elle rejoint donc le navire auquel on vient de l’affecter. Elle retrouve alors le capitaine Picard sous les ordres duquel elle sert une année entière avant d’accepter en 2365 le poste de directrice du Département Médical de Starfleet. 
Beverly Crusher quitte donc temporairement un poste pour lequel elle est immédiatement remplacée par le docteur Katherine Pulaski. 
En 2366, la mère du jeune Wesley Crusher (qui est pour sa part resté à bord de l’Enterprise) choisit toutefois d’abandonner ses responsabilités bureaucratiques et retrouve son ancien poste au sein de l’équipage commandé par Jean-Luc Picard. Elle s’y illustre au cours des six années qui suivent par ses capacités professionnelles et par ses indéniables qualités humaines, une dernière fois mises au service des occupants de l’Enterprise D lorsque la soucoupe du vaisseau s’écrase à la surface de la planète Véridian III en 2371.
Beverly Crusher devient très logiquement officier médical en chef du tout nouvel Enterprise-E. En 2373, elle parvient notamment à évacuer l’infirmerie de ce vaisseau devant l’avancée des Borgs qui s’y sont introduits. 
Elle œuvre toujours à bord du même bâtiment lorsque celui-ci se rend sur la planète Ba'ku en 2375 afin d’y retrouver Data (qui semble ne pas avoir révélé sans raison la présence des observateurs de Starfleet installés sur place). À l'instar des autres officiers supérieurs du navire, le docteur Crusher prend alors le parti du capitaine Picard contre l’amiral Dougherty et s'investit totalement dans le sauvetage du peuple Ba’ku, injustement menacé de déportation par les Son'a qui souhaitent s’approprier la source d’une éternelle jeunesse dont ils sont éperdument jaloux.
En 2379, elle assiste au mariage de ses amis William T. Riker et Deanna Troi, participe à l'affrontement entre Picard et Shinzon et reste fidèle à l’Enterprise au terme de cette mission.
Sur le plan personnel, ni la brillante carrière ni le veuvage de Beverly Crusher ne lui interdisent d’éprouver des sentiments envers certains des hommes qui l’entourent. En 2366, elle est ainsi fortement attirée par le Zalconien qu’elle a surnommé « John Doe » mais voit cette relation interrompue par l’évolution de son protégé vers une autre forme de vie. L’année suivante, elle s’éprend de l’ambassadeur Odan, un Trill voyageant à bord de l’Enterprise en qualité de négociateur, mais ses sentiments ne survivent pas au changement d’hôte du symbiote jusqu’alors porté par le diplomate.  En effet, Odan est alors accueilli par un hôte féminin, après avoir transité par le corps de William Riker. En 2370, inévitablement séduite par « Ronin » (l’entité anaphasique qui hante les femmes de sa famille depuis de nombreuses générations) sur Caldos II, Beverly parvient finalement à s’arracher à l’emprise de son tentateur qu’elle élimine aussitôt. Outre ces différentes liaisons, le docteur Crusher éprouve enfin une immense tendresse envers Jean-Luc Picard (et va jusqu'à devenir son épouse avant que le couple ne divorce dans le futur possible suggéré au capitaine de l’Enterprise-D par Q à la date stellaire 47988.0).